# 12 Hores de Motocròs de Sabadell
Les 12 Hores de Motocròs de Sabadell, o 12 Hores del Vallès, foren una cursa de Resistència Tot Terreny que es disputà anualment al circuit del Vallès entre el 1973 i una data no determinada de la dècada del 1970 (la darrera edició que se n'ha pogut documentar és la de 1974, però podria haver-n'hi hagut d'altres).
Organitzada pel Penya Motorista 10 x Hora, la prova estava pensada inicialment per a una durada de 24 hores, però finalment fou reduïda a 12 a causa de l'excessiva duresa que hagués suposat una cursa tan llarga en un circuit exigent com era el del Vallès (oimés aquella primera edició, el 1973, amb la pista enfangada per la pluja recent). La participació era oberta a equips de quatre corredors de categoria Júnior que s'havien d'alternar en la conducció de la motocicleta. Considerant la llarga durada de la cursa, la longitud total del circuit s'escurçà 500 metres envers la que tenia normalment quan s'hi celebrava el Gran Premi d'Espanya de Motocròs, mirant de fer-lo més accessible als pilots.

## I 12 Hores de Motocròs de Sabadell - 1973
La primera edició, celebrada el diumenge 6 de maig de 1973, començà de matinada i s'acabà a la una del migdia. L'estat del circuit, molt enfangat a causa de la pluja persistent, va fer que dels vint equips que varen començar, només n'acabessin nou. Per tal d'il·luminar convenientment el circuit durant la nit, l'organització hi va instal·lar un equip electrogen de 50.000 watts.
Classificació final
Font:
| Posició | Equip                 | Equip                 | Equip                 | Equip                 | Equip                 | Voltes |
| Posició | Pilot 1               | Pilot 2               | Pilot 3               | Pilot 4               | Motocicleta           | Voltes |
| ------- | --------------------- | --------------------- | --------------------- | --------------------- | --------------------- | ------ |
| 1       | Bosch                 | Josep Figueras        | Esteve Soler          | Ardèvol               | Montesa               | 267    |
| 2       | Joan Ciscar           | Julià                 | Joan Garcia           | Rosell                | Bultaco               | 251    |
| 3       | César Rojo            | Marquès               | Blanc                 | Xavier Cucurella      | Bultaco               | 231    |
| 4       | Ramon Burés           | Perelló               | Trullàs               | Joan Cros             | Bultaco               | 231    |
| 5       | Carreño               | Puig                  | Narcís Roca           | Juan López            | OSSA                  | 230    |
| etc.    | Fins a 9 classificats | Fins a 9 classificats | Fins a 9 classificats | Fins a 9 classificats | Fins a 9 classificats | -      |